# Sergio Novelli
Sergio Francisco Novelli Espinoza  (Caracas, Venezuela, 12 de enero de 1967) es un locutor y presentador de televisión venezolano.

## Trayectoria
Egresó en 1991 de la escuela de Comunicación Social, mención Audiovisual de la Universidad Católica Andrés Bello, pero cuando estaba en el tercer año de la carrera comenzó a hacer una pasantía en RCTV. Su primer día de trabajo fue el 27 de febrero de 1989, justamente el día del Caracazo. También cubrió los eventos del segundo intento golpe de Estado de 1992, cuando una bomba explotó en su cercanía. Luego comenzó a trabajar como redactor de noticias de El Observador de RCTV, y desde ese momento se inició su carrera profesional en el periodismo. Un tiempo después se convirtió en reportero de las fuentes Ciudad y Judicial. Años más tarde narró noticias en la Emisión Meridiana donde trabajó hasta abril de 2000. 
Entre 1993 y 1995 realizó la producción y conducción del espacio Al Descubierto, un programa donde se destacaban los logros y retos del ser humano. 
En 1994 entró a formar parte del programa radial Estamos en KYS, junto a su colega Alba Cecilia Mujica. Este espacio informativo-musical se transmitió por espacio de 15 años, de lunes a viernes, a través del Circuito Digital Kys, 101.5, de 6 a 9 de la mañana. 
Desde 1996 hasta 1998 fue Productor Ejecutivo y Conductor de Tras la pista. Desde abril hasta julio de 1999, condujo, también junto a Alba Cecilia Mujica, el programa de opinión Sin Tregua. De julio a enero de 2000, fue presentador del programa reality-show, Policías  en Acción, todos transmitidos por RCTV.
Entre agosto de 2000 y diciembre de 2001 trabajó en Televen como conductor del programa de concursos Futuro Seguro. 
En junio de 2003 regresó a RCTV para encargarse de las informaciones internacionales de El Observador de RCTV como Analista de Prensa Internacional. Entre julio de 2005 y marzo de 2006 se desempeñó como Ancla Principal de la Emisión Estelar de El Observador de RCTV.
Desde 2003 hasta 2007, condujo el programa dominical Flashback, transmitido a través del Circuito Digital Kys.
Desde julio de 2006 a septiembre de 2008 moderó el espacio Los Archivos del Hit Parade, a través del Circuito Digital Kys. 
En 2008, realiza una participación especial en el programa de Venevisión, Qué Locura!.  Durante 2010 y 2011 laboró en Canal I en los programas In Situ y Un Momento Diferente.
Desde febrero de 2010 entra a formar parte de las filas de la cadena Circuito Unión Radio, específicamente en el Circuito Éxitos, al lado de su compañera Alba Cecilia Mujica, para conducir el espacio Alba y Sergio.
En enero de 2013 el espacio pasa al Circuito Onda, también del Circuito Unión Radio. el cual se transmite en la actualidad de 6 a 9 AM. Igualmente es la voz que identifica al Circuito Onda.
Desde agosto de 2013 entra a laborar en Globovisión como conductor del espacio Más Noticias y como Ancla Principal de la Emisión Estelar de Noticias Globovisión.
En 2016 se inicia como ancla del programa Giro Global que transmite la cadena IVC Network.
A finales de noviembre de 2017, decide emigrar a Miami, Estados Unidos junto a su familia. Ahí ha laborado en cadenas como Telemundo y Univisión, y en el canal VPItv donde condujo espacios como Al Día con Sergio y Sergio En La Noche.
Posteriormente siguió su camino de forma independiente y hoy desarrolla Al Día con Sergio, a través de sus plataformas digitales.

## Imagen publicitaria
Durante su carrera ha sido Imagen Publicitaria de productos como Doritos, Cantv, Movilnet, Toyota, Air France, Xenical, American Express, Delta Air Lines, Edil, Hidrocapital, Cauchos Pirelli, Panasonic, Provemed, Banco Caroní, Conjunto Residencial Parque Caiza, Taca, Excelsior Gama, Fedex, Movistar, Frigilux, Restaurant Hato Grill, Calzados Cerere, Bancaribe, Mc. Donald's, Seguros La Vitalicia, Grupo Custom, Casa Sobre la Roca, La Trucha Azul, entre otros.

## Premios, reconocimientos y distinciones
Sergio Novelli ha recibido condecoraciones y reconocimientos diversas instituciones y organizaciones, como:
- Orden Mérito al Trabajo, en 1993.
- Por su trabajo en Al Descubierto, fue galardonado con el Premio Municipal de Periodismo como programa de televisión de 1994.
- En 1995 el Premio Meridiano de Oro como Narrador de Noticias del año.
- Con el programa Tras la pista obtuvo premios como el Municipal de Periodismo Carlos Moros, como programa de investigación de 1997, el Monseñor Pellín, también como programa de investigación en el mismo año, y el Premio Ondas, que entrega la Cadena SER de España, como programa Iberoamericano de Televisión, en ese mismo año.
- En noviembre de 1999 se hizo acreedor del premio Anual de Periodismo Fospuca, mención Radio, y del Monseñor Pellín, también en la mención Radio, por el programa Estamos en KYS. Ese mismo mes recibe el galardón Dos de Oro como Narrador de Noticias del año.
- Por el programa Futuro Seguro recibe en enero de 2001, el premio Monseñor Pellín como Programa de Televisión del Año, Mención Especial.
- Para el mes de junio de 2001 se hizo acreedor nuevamente del premio Municipal de Periodismo Carlos Moros, que entrega la Alcaldía del Municipio Baruta, en la categoría Programa de Radio por Estamos en KYS.
- En julio de 2003 recibe la orden Leoncio Martínez, en su tercera clase, otorgada por la Gobernación de Miranda.
- En 2004, se le otorga el premio Tamanaco de Oro como Narrador de Noticias.
- En julio de 2009, es finalista del premio Arturo Uslar Pietri, que otorga el Colegio Nacional de Periodistas, como programa de investigación en radio, por el espacio Archivos del Hit Parade. Ese mismo mes recibe el Reconocimiento en Honor al Mérito por su labor como periodista al frente del espacio Estamos en KYS. Dicho reconocimiento lo otorga la Alcaldía del Municipio Sucre.
- En enero de 2010, recibe el premio El Universo del Espectáculo, como mejor Periodista en Radio. En noviembre es galardonado nuevamente con el premio Tamanaco de Oro por el programa In Situ.
- En 2015 se hace acreedor del Premio Nacional de Periodismo Económico Milton Friedman, que entrega CEDICE Libertad, por su labor en el programa radial Alba y Sergio, junto a Alba Cecilia Mujica. Igualmente, obtiene el Premio Explosión Creativa como Mejor Narrador de Noticias en Televisión y un reconocimiento por su labor, otorgado por el Concejo Municipal de Baruta.